# Chloroclystis taxata
Chloroclystis taxata là một loài bướm đêm trong họ Geometridae.